# Сент-Джозеф (город, Миннесота)
Сент-Джозеф (англ. St. Joseph) — город в округе Стернс, штат Миннесота, США. На площади 4,8 км² (4,8 км² — суша, водоёмов нет), согласно переписи 2002 года, проживают 4681 человек. Плотность населения составляет 972 чел./км².
- FIPS-код города — 27-57130[1]
- GNIS-идентификатор — 0650746[2]